# Bougainvillia involuta
Bougainvillia involuta är en nässeldjursart som beskrevs av Uchida 1947. Bougainvillia involuta ingår i släktet Bougainvillia och familjen Bougainvilliidae. Inga underarter finns listade i Catalogue of Life.